# UCI-Mountainbike-Weltcup 2011
Beim UCI-Mountainbike-Weltcup 2011 wurden durch die Union Cycliste Internationale Weltcup-Sieger in den Disziplinen Cross-Country, Downhill und Four Cross ermittelt. Die Wettbewerbe im Four Cross standen in der Saison 2012 letztmals im Weltcup-Programm.
Im Cross-Country XCO und Downhill wurden jeweils sieben Wettbewerbe ausgetragen, im Four Cross fünf Wettbewerbe. Im Cross-Country fanden erstmals Wettbewerbe in der U23 statt, für die auch eine Gesamtwertung erstellt wurde.

## Cross-Country

### Frauen Elite
| Rnd | Datum      | Ort                  | Erste             | Zweite            | Dritte           |
| --- | ---------- | -------------------- | ----------------- | ----------------- | ---------------- |
| 1   | 23. April  | Pietermaritzburg     | Ren Chengyuan     | Julie Bresset     | Irina Kalentieva |
| 2   | 22. Mai    | Dalby Forest         | Julie Bresset     | Annika Langvad    | Sabine Spitz     |
| 3   | 29. Mai    | Offenburg            | Julie Bresset     | Catharine Pendrel | Eva Lechner      |
| 4   | 2. Juli    | Mont Sainte-Anne     | Catharine Pendrel | Irina Kalentieva  | Julie Bresset    |
| 5   | 9. Juli    | Windham              | Julie Bresset     | Catharine Pendrel | Annika Langvad   |
| 6   | 14. August | Nové Město na Moravě | Catharine Pendrel | Julie Bresset     | Irina Kalentieva |
| 7   | 20. August | Val di Sole          | Catharine Pendrel | Maja Włoszczowska | Gunn-Rita Dahle  |

Gesamtwertung
| Platz | Name                 | Punkte |
| ----- | -------------------- | ------ |
| 1     | Julie Bresset        | 1460   |
| 2     | Catharine Pendrel    | 1420   |
| 3     | Irina Kalentieva     | 840    |
| 4     | Marie-Hélène Prémont | 820    |
| 5     | Eva Lechner          | 808    |
| 6     | Maja Włoszczowska    | 735    |

### Männer Elite
| Rnd | Datum      | Ort                  | Erster           | Zweiter          | Dritter               |
| --- | ---------- | -------------------- | ---------------- | ---------------- | --------------------- |
| 1   | 23. April  | Pietermaritzburg     | Nino Schurter    | Julien Absalon   | Jaroslav Kulhavý      |
| 2   | 22. Mai    | Dalby Forest         | Jaroslav Kulhavý | Julien Absalon   | Marco Aurelio Fontana |
| 3   | 28. Mai    | Offenburg            | Julien Absalon   | Jaroslav Kulhavý | Maxime Marotte        |
| 4   | 2. Juli    | Mont Sainte-Anne     | Jaroslav Kulhavý | Nino Schurter    | José Antonio Hermida  |
| 5   | 9. Juli    | Windham              | Jaroslav Kulhavý | Nino Schurter    | Christoph Sauser      |
| 6   | 14. August | Nové Město na Moravě | Jaroslav Kulhavý | Nino Schurter    | Julien Absalon        |
| 7   | 20. August | Val di Sole          | Jaroslav Kulhavý | Nino Schurter    | Florian Vogel         |

Gesamtwertung
| Platz | Name                 | Punkte |
| ----- | -------------------- | ------ |
| 1     | Jaroslav Kulhavý     | 1610   |
| 2     | Nino Schurter        | 1270   |
| 3     | Julien Absalon       | 960    |
| 4     | José Antonio Hermida | 813    |
| 5     | Maxime Marotte       | 810    |
| 6     | Burry Stander        | 768    |

### Frauen U23
| Rnd | Datum      | Ort                  | Erste                  | Zweite                 | Dritte                 |
| --- | ---------- | -------------------- | ---------------------- | ---------------------- | ---------------------- |
| 1   | 23. April  | Pietermaritzburg     | Elisabeth Sveum        | Paula Gorycka          | Barbara Benkó          |
| 2   | 22. Mai    | Dalby Forest         | Pauline Ferrand-Prévot | Kathrin Stirnemann     | Barbara Benkó          |
| 3   | 29. Mai    | Offenburg            | Pauline Ferrand-Prévot | Barbara Benkó          | Fanny Bourdon          |
| 4   | 2. Juli    | Mont Sainte-Anne     | Pauline Ferrand-Prévot | Kathrin Stirnemann     | Elisabeth Sveum        |
| 5   | 9. Juli    | Windham              | Pauline Ferrand-Prévot | Elisabeth Sveum        | Kathrin Stirnemann     |
| 6   | 14. August | Nové Město na Moravě | Jana Belomoina         | Barbara Benkó          | Pauline Ferrand-Prévot |
| 7   | 20. August | Val di Sole          | Jana Belomoina         | Pauline Ferrand-Prévot | Paula Gorycka          |

Gesamtwertung
| Platz | Name                   | Punkte |
| ----- | ---------------------- | ------ |
| 1     | Pauline Ferrand-Prévot | 490    |
| 2     | Barbara Benkó          | 395    |
| 3     | Elisabeth Sveum        | 322    |
| 4     | Kathrin Stirnemann     | 263    |
| 5     | Jana Belomoina         | 242    |

### Männer U23
| Rnd | Datum      | Ort                  | Erster               | Zweiter               | Dritter               |
| --- | ---------- | -------------------- | -------------------- | --------------------- | --------------------- |
| 1   | 23. April  | Pietermaritzburg     | Gerhard Kerschbaumer | Alexander Gehbauer    | Marek Konwa           |
| 2   | 22. Mai    | Dalby Forest         | Alexander Gehbauer   | Gerhard Kerschbaumer  | Markus Schulte-Lünzum |
| 3   | 28. Mai    | Offenburg            | Alexander Gehbauer   | Markus Schulte-Lünzum | Fabien Canal          |
| 4   | 2. Juli    | Mont Sainte-Anne     | Gerhard Kerschbaumer | Fabien Canal          | Matthias Stirnemann   |
| 5   | 9. Juli    | Windham              | Gerhard Kerschbaumer | Matthias Stirnemann   | Sébastien Carabin     |
| 6   | 14. August | Nové Město na Moravě | Gerhard Kerschbaumer | Ondřej Cink           | Marek Konwa           |
| 7   | 20. August | Val di Sole          | Gerhard Kerschbaumer | Marek Konwa           | Markus Schulte-Lünzum |

Gesamtwertung
| Platz | Name                 | Punkte |
| ----- | -------------------- | ------ |
| 1     | Gerhard Kerschbaumer | 542    |
| 2     | Fabien Canal         | 274    |
| 3     | Marek Konwa          | 260    |
| 4     | Alexander Gehbauer   | 250    |
| 5     | Matthias Stirnemann  | 215    |

### Juniorinnen
| Rnd | Datum      | Ort                  | Erste             | Zweite                   | Dritte            |
| --- | ---------- | -------------------- | ----------------- | ------------------------ | ----------------- |
| 1   | 24. April  | Pietermaritzburg     | Ashleigh Parker   | Linda Van Wyk            | Simone Vosloo     |
| 2   | 22. Mai    | Dalby Forest         | Ramona Forchini   | Margot Moschetti         | Perrine Clauzel   |
| 3   | 28. Mai    | Offenburg            | Jolanda Neff      | Linda Indergand          | Johanna Techt     |
| 4   | 2. Juli    | Mont Sainte-Anne     | Laren Rosser      | Andreane Lanthier-Nadeau | Frédérique Trudel |
| 5   | 9. Juli    | Windham              | Frédérique Trudel | Alicia Rose Pastore      | Haley Smith       |
| 6   | 14. August | Nové Město na Moravě | Jolanda Neff      | Julia Innerhofer         | Andrea Waldis     |
| 7   | 20. August | Val di Sole          | Jolanda Neff      | Johanna Techt            | Lena Putz         |

### Junioren
| Rnd | Datum      | Ort                  | Erster             | Zweiter            | Dritter               |
| --- | ---------- | -------------------- | ------------------ | ------------------ | --------------------- |
| 1   | 24. April  | Pietermaritzburg     | Andri Frischknecht | Gert Heyns         | Cyril Grangladen      |
| 2   | 22. Mai    | Dalby Forest         | Jens Schuermans    | Andri Frischknecht | Maxime Urruty         |
| 3   | 28. Mai    | Offenburg            | Jens Schuermans    | Lars Forster       | Dominic Zumstein      |
| 4   | 2. Juli    | Mont Sainte-Anne     | Andri Frischknecht | Andrey Fonseca     | Alexandre Vialle      |
| 5   | 9. Juli    | Windham              | Howard Grotts      | Andri Frischknecht | Andrey Fonseca        |
| 6   | 14. August | Nové Město na Moravě | Anton Cooper       | Jens Schuermans    | Pablo Rodríguez Guede |
| 7   | 20. August | Val di Sole          | Anton Cooper       | Victor Koretzky    | Maxime Urruty         |

## Downhill

### Frauen Elite
| Rnd | Datum      | Ort              | Erste           | Zweite          | Dritte          |
| --- | ---------- | ---------------- | --------------- | --------------- | --------------- |
| 1   | 24. April  | Pietermaritzburg | Tracy Moseley   | Fionn Griffiths | Emmeline Ragot  |
| 2   | 5. Juni    | Fort William     | Tracy Moseley   | Rachel Atherton | Floriane Pugin  |
| 3   | 12. Juni   | Leogang          | Floriane Pugin  | Rachel Atherton | Tracy Moseley   |
| 4   | 3. Juli    | Mont Sainte-Anne | Tracy Moseley   | Floriane Pugin  | Rachel Atherton |
| 5   | 10. Juli   | Windham          | Rachel Atherton | Floriane Pugin  | Tracy Moseley   |
| 6   | 7. August  | La Bresse        | Tracy Moseley   | Floriane Pugin  | Sabrina Jonnier |
| 7   | 21. August | Val di Sole      | Myriam Nicole   | Floriane Pugin  | Rachel Atherton |

Gesamtwertung
| Platz | Name            | Punkte |
| ----- | --------------- | ------ |
| 1     | Tracy Moseley   | 1465   |
| 2     | Floriane Pugin  | 1390   |
| 3     | Rachel Atherton | 1115   |
| 4     | Myriam Nicole   | 929    |
| 5     | Sabrina Jonnier | 889    |
| 6     | Emmeline Ragot  | 705    |

### Männer Elite
| Rnd | Datum      | Ort              | Erster       | Zweiter        | Dritter          |
| --- | ---------- | ---------------- | ------------ | -------------- | ---------------- |
| 1   | 24. April  | Pietermaritzburg | Aaron Gwin   | Greg Minnaar   | Gee Atherton     |
| 2   | 5. Juni    | Fort William     | Greg Minnaar | Danny Hart     | Brook McDonald   |
| 3   | 12. Juni   | Leogang          | Aaron Gwin   | Gee Atherton   | Greg Minnaar     |
| 4   | 3. Juli    | Mont Sainte-Anne | Aaron Gwin   | Josh Bryceland | Brook McDonald   |
| 5   | 10. Juli   | Windham          | Aaron Gwin   | Steve Peat     | Andrew Neethling |
| 6   | 7. August  | La Bresse        | Greg Minnaar | Gee Atherton   | Aaron Gwin       |
| 7   | 21. August | Val di Sole      | Aaron Gwin   | Danny Hart     | Gee Atherton     |

Gesamtwertung
| Platz | Name           | Punkte |
| ----- | -------------- | ------ |
| 1     | Aaron Gwin     | 1558   |
| 2     | Greg Minnaar   | 1093   |
| 3     | Gee Atherton   | 1009   |
| 4     | Danny Hart     | 879    |
| 5     | Steve Smith    | 772    |
| 6     | Brook McDonald | 742    |

## Four Cross

### Frauen Elite
| Rnd | Datum      | Ort              | Erste             | Zweite          | Dritte          |
| --- | ---------- | ---------------- | ----------------- | --------------- | --------------- |
| 1   | 24. April  | Pietermaritzburg | Anneke Beerten    | Fionn Griffiths | Céline Gros     |
| 2   | 5. Juni    | Fort William     | Anneke Beerten    | Joey Gough      | Lucia Oetjen    |
| 3   | 12. Juni   | Leogang          | Romana Labounková | Melissa Buhl    | Anneke Beerten  |
| 4   | 3. Juli    | Mont Sainte-Anne | Anneke Beerten    | Melissa Buhl    | Fionn Griffiths |
| 5   | 21. August | Val di Sole      | Anneke Beerten    | Lucia Oetjen    | Melissa Buhl    |

Gesamtwertung
| Platz | Name              | Punkte |
| ----- | ----------------- | ------ |
| 1     | Anneke Beerten    | 450    |
| 2     | Melissa Buhl      | 240    |
| 3     | Lucia Oetjen      | 225    |
| 4     | Céline Gros       | 190    |
| 5     | Fionn Griffiths   | 135    |
| 6     | Romana Labounková | 100    |

### Männer Elite
| Rnd | Datum      | Ort              | Erster             | Zweiter            | Dritter            |
| --- | ---------- | ---------------- | ------------------ | ------------------ | ------------------ |
| 1   | 24. April  | Pietermaritzburg | Jared Graves       | Michal Prokop      | Johannes Fischbach |
| 2   | 5. Juni    | Fort William     | Roger Rinderknecht | David Graf         | Tomáš Slavík       |
| 3   | 12. Juni   | Leogang          | Jared Graves       | David Graf         | Tomáš Slavík       |
| 4   | 3. Juli    | Mont Sainte-Anne | Jared Graves       | Roger Rinderknecht | Guido Tschugg      |
| 5   | 21. August | Val di Sole      | Tomáš Slavík       | Johannes Fischbach | Kamil Tatarkovic   |

Gesamtwertung
| Platz | Name               | Punkte |
| ----- | ------------------ | ------ |
| 1     | Jared Graves       | 485    |
| 2     | Roger Rinderknecht | 300    |
| 3     | Tomáš Slavík       | 283    |
| 4     | David Graf         | 250    |
| 4     | Michal Prokop      | 250    |
| 6     | Johannes Fischbach | 203    |